# Osaka Dome

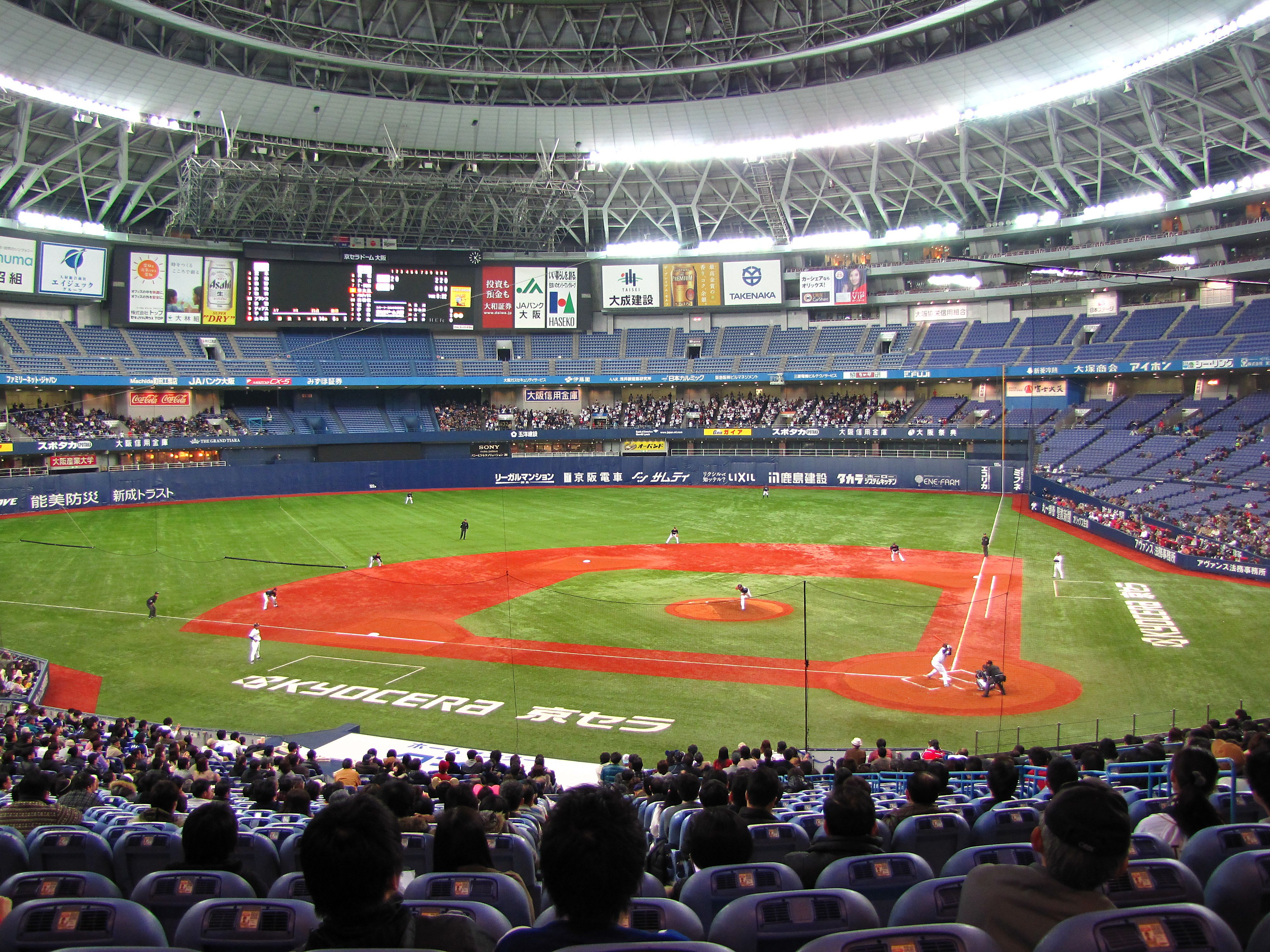
Interior do Osaka Dome.

O Osaka Dome (em japonês: 大阪ドーム), também conhecido como Kyocera Osaka Dome ou simplesmente Kyocera Dome, é um estádio de baseball em formato de domo localizado na cidade de Osaka, no Japão. Inaugurado em 1997, tem capacidade para cerca de 36 mil pessoas. É casa do time de baseball local Orix Buffaloes. O local também é frequentemente usado para shows ao vivo, tanto de artistas/bandas japonesas como internacionais.